# Hebe Camargo
Pour les articles homonymes, voir Camargo.
Hebe Camargo Ravagnani, née le 8 mars 1929 à Taubaté et morte le 29 septembre 2012 à São Paulo, est une personnalité de télévision, actrice et chanteuse brésilienne. Elle a animé à partir de 1986 l'émission Hebe, diffusée sur le réseau SBT jusqu'en 2010 puis sur RedeTV! à partir de 2011.
Surnommée la rainha da televisão brasileira, soit la « reine de la télévision brésilienne », Hebe Camargo est une pionnière de la télévision; elle participe aux débuts de la télévision au Brésil et à la naissance du premier réseau de télévision brésilien, Rede Tupi, animant à partir de 1950 l'émission Rancho Alegre sur TV Tupi São Paulo, l'unique station du réseau à São Paulo. Elle est également l'animatrice, à partir de 1955, de ce qui est considéré comme le premier programme féminin de la télévision brésilienne, O Mundo é das Mulheres.
Souffrant d'un cancer depuis 2010, elle meurt d'un arrêt cardiaque le 29 septembre 2012, à l'âge de 83 ans.